# きみとぼくと立体。
『きみとぼくと立体。』（きみとぼくとりったい）は、2009年3月26日に任天堂よりWiiウェアとして配信が開始されたWii専用ダウンロードコンテンツゲームである。
飯野賢治（フロムイエロートゥオレンジ）が企画を担当した。飯野の約9年ぶりのゲーム業界復帰作であったが、結果的に遺作ともなった。プログラミングはT&E SOFT。

## ゲームシステム
真っ黒な空間にキューブという立方体が浮かんでいる世界がステージとなり、キューブの上にニンゲという人間のような生き物を投げ込み、制限時間内に規定数のニンゲをキューブに乗せるとステージクリアとなる。逆に制限時間を過ぎてしまうとゲームオーバー。ジャンルは「立体☆アクション」と称しているが、パズルゲームまたはアクションパズルに類する。
ニンゲをキューブに投げ込むには
1. Wiiリモコンを横に振ってリモコンに男女1体ずつのニンゲを生み出す（二人プレイではそれぞれのプレイヤーが男女を担当）
2. Wiiリモコンでキューブ上をポイントし、ニンゲを投げ込む位置を決める
3. Wiiリモコンを前に振ってニンゲを投げ込む

といった手順を行う。投げ込んだニンゲはその後一切操作することができない。
キューブには重心がなく、ニンゲ一体の重みで簡単にぐらつくため、一度に投げ込める二体をニンゲを使ってうまくバランスを取り安定させなければならない。落ちそうになったニンゲは、AIによって助かろうともがいたり、他のニンゲを助けようとするものの、逆にそれが重心を崩す原因となるなど矛盾のある動きを行うため、助けるためにはプレイヤーが新たにニンゲを投げ込む必要がある。キューブからニンゲが落ちてしまった場合は制限時間が減少していく。また、規定数のニンゲを乗せた後には、3秒ほど安定しているかの確認があった後にステージクリアとなる。ステージクリア後にキューブは回転する場合があるが、安定しているニンゲはその場に座り、振り落とされることがない。
ステージをクリアするごとにキューブが一つずつ接着していくため、必要とする思考は複雑になっていく。6ステージをクリアするとキューブ上に乗っているニンゲが集計され、ゲームスコアとなる。また、レベルが上がると特殊な効果のあるキューブや、他のニンゲの邪魔をするニンゲが出現するなどステージのバリエーションも存在する。